# Cyclothone pseudopallida
Cyclothone pseudopallida är en fiskart som beskrevs av Mukhacheva, 1964. Cyclothone pseudopallida ingår i släktet Cyclothone och familjen Gonostomatidae. Inga underarter finns listade i Catalogue of Life.